# Nueva Zelanda en los Juegos Olímpicos
Nueva Zelanda en los Juegos Olímpicos está representada por el Comité Olímpico de Nueva Zelanda, miembro del Comité Olímpico Internacional desde el año 1919.
Ha participado en 25 ediciones de los Juegos Olímpicos de Verano, su primera presencia tuvo lugar en Amberes 1920. El país ha obtenido un total de 157 medallas en las ediciones de verano: 63 de oro, 40 de plata y 54 de bronce.
En los Juegos Olímpicos de Invierno ha participado en 17 ediciones, siendo Oslo 1952 su primera aparición en estos Juegos. El país ha conseguido 6 medallas en las ediciones de invierno: 2 de oro, 2 de plata y 2 de bronce.

## Medalleros

### Por edición
| Evento              | Oro | Plata | Bronce | Total |
| ------------------- | --- | ----- | ------ | ----- |
| Amberes 1920        | 0   | 0     | 1      | 1     |
| París 1924          | 0   | 0     | 1      | 1     |
| Ámsterdam 1928      | 1   | 0     | 0      | 1     |
| Los Ángeles 1932    | 0   | 1     | 0      | 1     |
| Berlín 1936         | 1   | 0     | 0      | 1     |
| Londres 1948        | 0   | 0     | 0      | 0     |
| Helsinki 1952       | 1   | 0     | 2      | 3     |
| Melbourne 1956      | 2   | 0     | 0      | 2     |
| Roma 1960           | 2   | 0     | 1      | 3     |
| Tokio 1964          | 3   | 0     | 2      | 5     |
| México 1968         | 1   | 0     | 2      | 3     |
| Múnich 1972         | 1   | 1     | 1      | 3     |
| Montreal 1976       | 2   | 1     | 1      | 4     |
| Moscú 1980          | 0   | 0     | 0      | 0     |
| Los Ángeles 1984    | 8   | 1     | 2      | 11    |
| Seúl 1988           | 3   | 2     | 8      | 13    |
| Barcelona 1992      | 1   | 4     | 5      | 10    |
| Atlanta 1996        | 3   | 2     | 1      | 6     |
| Sídney 2000         | 1   | 0     | 3      | 4     |
| Atenas 2004         | 3   | 2     | 0      | 5     |
| Pekín 2008          | 3   | 2     | 4      | 9     |
| Londres 2012        | 6   | 2     | 5      | 13    |
| Río de Janeiro 2016 | 4   | 9     | 5      | 18    |
| Tokio 2020          | 7   | 6     | 7      | 20    |
| París 2024          | 10  | 7     | 3      | 20    |
| TOTAL               | 63  | 40    | 54     | 157   |

| Evento                 | Oro | Plata | Bronce | Total |
| ---------------------- | --- | ----- | ------ | ----- |
| Oslo 1952              | 0   | 0     | 0      | 0     |
| Cortina d'Ampezzo 1956 | –   | –     | –      | –     |
| Squaw Valley 1960      | 0   | 0     | 0      | 0     |
| Innsbruck 1964         | –   | –     | –      | –     |
| Grenoble 1968          | 0   | 0     | 0      | 0     |
| Sapporo 1972           | 0   | 0     | 0      | 0     |
| Innsbruck 1976         | 0   | 0     | 0      | 0     |
| Lake Placid 1980       | 0   | 0     | 0      | 0     |
| Sarajevo 1984          | 0   | 0     | 0      | 0     |
| Calgary 1988           | 0   | 0     | 0      | 0     |
| Albertville 1992       | 0   | 1     | 0      | 1     |
| Lillehammer 1994       | 0   | 0     | 0      | 0     |
| Nagano 1998            | 0   | 0     | 0      | 0     |
| Salt Lake City 2002    | 0   | 0     | 0      | 0     |
| Turín 2006             | 0   | 0     | 0      | 0     |
| Vancouver 2010         | 0   | 0     | 0      | 0     |
| Sochi 2014             | 0   | 0     | 0      | 0     |
| Pyeongchang 2018       | 0   | 0     | 2      | 2     |
| Pekín 2022             | 2   | 1     | 0      | 3     |
| TOTAL                  | 2   | 2     | 2      | 6     |

### Por deporte
| Evento              | Oro | Plata | Bronce | Total |
| ------------------- | --- | ----- | ------ | ----- |
| Atletismo           | 11  | 4     | 13     | 28    |
| Boxeo               | 1   | 1     | 2      | 4     |
| Ciclismo            | 3   | 7     | 5      | 15    |
| Deportes ecuestres  | 3   | 2     | 5      | 10    |
| Gimnasia            | 0   | 0     | 1      | 1     |
| Golf                | 1   | 1     | 1      | 3     |
| Hockey sobre hierba | 1   | 0     | 0      | 1     |
| Natación            | 2   | 1     | 3      | 6     |
| Piragüismo          | 14  | 3     | 2      | 19    |
| Remo                | 15  | 7     | 11     | 33    |
| Rugby 7             | 2   | 2     | 0      | 4     |
| Tenis               | 0   | 0     | 1      | 1     |
| Tiro                | 0   | 1     | 1      | 2     |
| Triatlón            | 1   | 2     | 2      | 5     |
| Vela                | 9   | 9     | 7      | 25    |
| TOTAL               | 63  | 40    | 54     | 157   |

| Evento           | Oro | Plata | Bronce | Total |
| ---------------- | --- | ----- | ------ | ----- |
| Esquí acrobático | 1   | 0     | 1      | 2     |
| Esquí alpino     | 0   | 1     | 0      | 1     |
| Snowboard        | 1   | 1     | 1      | 3     |
| TOTAL            | 2   | 2     | 2      | 6     |